# Шарлът Браун
Шарлът Браун (на английски: Charlotte Braun) е отдавна забравена героиня от поредицата карикатури Peanuts на Чарлс М. Шулц. Тя се появява за първи път на 30 ноември 1954 и образът ѝ е заплануван като еквивалент на този на главния герой Чарли Браун (оттук и самоналоженият ѝ прякор „добрата стара Шарлът Браун“ – „Good Ol' Charlotte Braun“). По-късно тази роля е заета от Сали Браун – малката сестра на Чарли Браун. Шарлът също така прилича и на Фрида, която се появява няколко години по-късно.
В малкото карикатури, в които участва, Шарлът Браун е склонна да говори високо, което по-късно е характерна черта на Луси ван Пелт, въпреки че двата образа никога не се появяват заедно. Шулц решава да изостави използването на Шарлът, защото му „свършили идеите“ за нея, а и не смятал, че характерът на героинята бил достатъчно развит. За последен път тя се появява на 1 февруари 1955.
През 2000 се разбира, че фенка на Peanuts праща писмо на Шулц, в което го моли Шарлът Браун да не бъде използвана повече. Шулц отговаря на писмото ѝ, обещавайки да не я използва вече, но пита читателката дали иска да бъде отговорна за „смъртта на невинно дете“. Писмото му включва и рисунка на Шарлът Браун с брадва в главата. Същото това писмо е дарено на Библиотеката на Конгреса.